# Vági Bence
Vági Bence (Budapest, 1981. október 15. –) Harangozó Gyula-díjas magyar táncos, koreográfus, rendező, a Recirquel alapítója és művészeti vezetője.

## Tanulmányai, a kezdetek
A Liverpool Institute for Preforming Arts (LIPA)-on tanult táncot és koreográfiát, majd mester diplomáját zenés rendezőként szerezte. A Paul McCartney által alapított művészeti egyetemen rendezte első előadásait, Obscenes-Tales of a Cabaret című vizsgaelőadását műsorára tűzte a Unity Theatre. Koreográfusként több magyar zenés előadásban dolgozott, majd rendezőként előbb Fekete Katalin és Zöldi Gergely mellett társíróként majd saját maga által megálmodott és írott darabjait állította színpadra.
Saját társulatát Recirquel néven 2013-ban alapította, miután a Sziget Fesztiválra fiatal magyar artista tehetségekkel készített Recirquel című előadása a Sziget egyik legsikeresebb előadásaként a fesztivál fennállásának 20. születésnapi rendezvényén is sikert aratott, és felkérést kapott a Budapesti Tavaszti Fesztiválra az első magyar egész estés újcirkusz előadás megírására és rendezésére.

## Életpályája
Párizs Éjjel címmel 2014-ben a Müpa Fesztivál Színházában mutatták be a Recirquel égisze alatt jegyzett harmadik rendezését. A produkció a harmincas évek perzselő varietévilágát tárja elénk, annak minden érzékiségével, bájával és tiltott vágyaival megbolondítva/felejthetetlenné téve az előadást. Mondén hangvételével a társadalom margóján élő prostituáltak, lecsúszottak és titkos szeretők csalóka életképeit állítja színpadra. Az előadás a világhírű fotóművész, Brassaï jellegzetes világából merít inspirációt. Lenyűgöző artisták, táncosok és zenészek keltik életre a korszak dekadens és fülledt erotikájú világát, felidézve a századelő párizsi lokáljainak vággyal teli és szerethető miliőjét. A Párizs Éjjelnek köszönhetően, 10 év után, 2017-ben ismét volt magyar fellépő a közel kétmillió érdeklődőt vonzó Edinburgh Fringe Fesztiválon, ahol a kritika, a szakma és a közönség egyöntetű rajongása kísérte a magyar Recirquel szereplését.
A Magyarországon 2015-ben a Müpában debütált Non Solus című alkotását 2019 februárjában műsorára tűzte a New York-i Brooklyn Academy of Music (BAM) kulturális központ operaháza is, ahol első alkalommal léphetett fel magyar társulat. A Non Solus két ember egymásra találásának története, akik útjukon az emberi létezés alapvető mérföldkövei, a születés és az elmúlás között bejárják a képzelet világainak legbenső mélységeit. A produkció szavak nélkül, a testek kifejező erejét használva arra keresi a választ, hogyan keletkezett az élet, milyen pozíciót foglal el test és lélek, egyáltalán: hogyan élhető az élet? Illés Renátó artista és Zsíros Gábor táncművész kétszemélyes előadása, műfaji határokon átívelő produkció, tánc és cirkusz találkozása. A Non Solus egyben az első mérföldkő volt a Vági Bence által kialakított új előadóművészeti stílus, a kortárs tánc, a balett és az újcirkusz fúziójaként született cirque dance új előadóművészeti zsánernek.
My Land (2018) című rendezése a kritikusok véleménye alapján a legjobb előadás volt a világ legnagyobb művészeti fesztiválja, az Edinburg Fringe Festival 2018-as programjában, hazai bemutatója ugyanazon évben volt a Müpában, a CAFe Budapest Kortárs Művészeti Fesztivál programjában. Az előadás az emberiség gyökereit, az ember és anyaföld közötti örök kapcsolatot állítja fókuszba, és jeleníti meg egy illúziókkal teli térben. A produkció egy új előadó-művészeti műfaj, a cirque danse kiteljesedése, de nemcsak műfaji szempontból tekinthető unikálisnak: ez a Recirquel első olyan darabja, amelyben kizárólag külföldi vendégművészek szerepelnek. Vági Bence hét, a maga zsánerszámában nemzetközileg is kimagasló ukrán artistát hívott meg, és az ő személyes élettörténetüket – hagyományokat, szabadságot és szerelmet – kutatva hozták létre a produkciót. Premierje óta a My Landet számos fesztivál és színház tűzte műsorára Magyarországon és világszerte, például az egyik legjelentősebb francia előadó-művészeti fesztivál a Festival OFF d’Avignon, ahol 2019 júliusában huszonegyszer játszották.
Solus Amor című munkája 2020. október 15-én debütált a CAFe Budapest kortárs művészeti fesztiválon. A monumentális légi táncelőadás a Non Solus és a My Land című Recirquel produkciókhoz szervesen kapcsolódikː az emberi lét különféle dimenzióit kutató cirque danse trilógia záródarabja, időtlen térben kutatja a szeretet rétegeit. A kortárs táncot a cirkuszművészettel egyesítő produkció az egyetlen és ősi, időn és téren átívelő, mindannyiunkat összekötő energiát idézi meg. A darabhoz egyedileg komponált zene, a különleges díszletek és a speciális technika is segíti az embert a teljes elmélyüléshez. A hazai kritika örömmel fogadta a Solus Amort, hangsúlyozva annak kiforrottságát, világszínvonalátː "Bámulatosan egymásba olvad benne a tánc, az akrobatika, a színház, a képzőművészet, a báb, a zene, és megindítóan szép egységet alkot. Egy trilógia harmadik, befejező része. ... A Solus Amor esetében Vági az artista-táncosai segítségével erőteljesen elrugaszkodik a földtől. Elénk tárja az éteri lebegés állapotát. Amikor boldogan azt érezhetjük, nem húz le a nehézkedési erő, röpülhetünk, netán teljes nyugalommal megpihenhetünk a légben, ahol akár szerelmetesen összefonódhatnak a testek, de el is hidegülhetnek egymástól."
A Recirquel Társulattal közös munka során létrehozott cirque danse műfaját az immerzív színházi produkciók irányába továbbfejlesztve hozta létre a 2022 áprilisában a Bartók Tavasz programjában, a Müpa Sátorban bemutatott IMA című előadást. "Ezúttal nem színpadra alkottam, hanem színpadot építtettem: olyan installációt, immerzív, belemerítő teret hoztunk létre, amelyben a néző álomba cseppen, az előadás magjába kerül. Az immerzív színház lényege az, hogy olyan világot teremt, mintha a tévé előtt ülve egyszer csak benne találnánk magunkat a filmben, amit nézünk. Olyan érzés, mintha az előadás beszippantana, aztán pedig teljesen szabadon mozoghatunk benne. Ez valóban az előadó-művészet újfajta stíluságazata."
2023-ban IMA című rendezése meghívást kapott az Edinburgh Fringe Festival-ra, a világ legnagyobb kulturális és művészeti fesztiváljára, ahol 112 alkalommal mutatják be a Recirquel saját helyszínén, az Assembly @ Murrayfield Ice Rink csarnokában felépített IMA-installációban.
Paradisum című, ugyancsak a Recirquel társulattal létrehozott alkotásának nemzetközi premierje az Edinburgh Fringe Festival programjában volt 2024. augusztus 1-én, az Assembly Roxy, Edinburgh egyik régi templomából átalakított kulturális helyszín, nagytermében.

## Művészi hitvallása
"...az a célom, hogy a Recirquellel egy olyan megkerülhetetlen művészi formát hozzak létre, ahol cirkusz- és táncművészet egyesül, ahol a kettő teljesen egyenrangúan tud egymás mellett működni, s amelynek neve cirque danse."

"A cirkusz mágiája örök és teljesen mindegy, hogy hagyományos, vagy színházi cirkuszról beszélünk, hiszen a lélegzetelállító tudás mindkettő közös alapja."

## Rendezései
- Obscenes – Tales of a Cabaret / Liverpool[15]
- Fekete Katalin: Só és Cukor / Merlin.[16]
- Ma a tiéd vagyok, Kapócs Zsóka Karády estje / Mikroszkóp Színpad.[17]
- Toyboyz / Sziget Fesztivál [18]
- Recirquel / Sziget Fesztivál [19]
- Cirkusz az Éjszakában (rendező, koreográfus) / Budapesti Tavaszi Fesztivál 2013.[20]
- A Meztelen Bohóc (író, rendező, koreográfus, látványkoncepció) / Budapesti Tavaszi Fesztivál 2014, Müpa.[21]
- Párizs Éjjel (író, rendező, koreográfus) / CAFe Budapest Kortárs Művészeti Fesztivál 2014, Müpa.[22]
- Non Solus (író, rendező, koreográfus) / CAFe Budapest Kortárs Művészeti Fesztivál 2016, Müpa.[23]
- A Csodaszarvas Legendája / 17. FINA Világbajnokság záróünnepsége (rendező), 2017. Papp László Budapest Sportaréna.[24]
- My Land (rendező, koreográfus, látvány) / CAFé Budapest Kortárs Művészeti Fesztivál 2018. Bemutató: 2018. október 16., Müpa.[25]
- Kristály – Téli újcirkusz mese / 2018. Müpa, Kultúr-Kültér.[26]
- Solus Amor (rendező, koreográfus, látvány) / CAFé Budapest Kortárs Művészeti Fesztivál 2020. Bemutató: 2020. október 15., Müpa.
- IMA (rendező, koreográfus, IMA-installáció) / Bartók Tavasz Nemzetközi Művészeti Hetek 2022. Bemutató. 2022. április 1., Müpa Sátor[27]
- Paradisum (rendező, koreográfus, látvány) / Nemzetközi premierː Edinburgh Fringe Festival, 2024. augusztus 1., Magyarországi premierː Liszt Ünnep, 2024. október 10. [28]

## Díjai
- Harangozó Gyula-díj (2022)[29]